# Droit saint-marinais
Le droit saint-marinais est le droit de tradition civiliste appliqué à Saint-Marin.

## Sources du droit

### Constitution
La Constitution de Saint-Marin est constituée de plusieurs documents donc les différents livres du Statut de Saint-Marin.

### Normes internationales
L'article premier, paragraphe 1, de la Déclaration des droits des citoyens et des principes fondamentaux de l'ordre juridique de Saint-Marin dispose que les normes de droit international généralement reconnues font partie intégrante du droit interne saint-marinais et que l’État s'y conforme dans ses actes et dans sa conduite.

### Lois constitutionnelles
Les lois constitutionnelles sont les lois dont le but est la mise en œuvre des principes de la Déclaration des droits des citoyens et des principes fondamentaux de l'ordre juridique de Saint-Marin. Elles sont adoptées par deux tiers des membres du Grand Conseil général. Si toutefois elles obtiennent la majorité absolue, un référendum est organisé dans les 90 jours afin de confirmer, ou non, leur adoption. 

### Lois organiques
Les lois organiques régissent le fonctionnement des organes créés par la Constitution ainsi que l'ensemble des institutions liées à la mise en œuvre de la démocratie directe. Elles sont adoptées à la majorité absolue des membres du Grand Conseil général. 

### Lois ordinaires
Les lois ordinaires, de même que les décrets, sont adoptées à la majorité simple par le Grand Conseil général. L'initiative législative appartient à chaque conseiller, aux commissions du Conseil, au Congrès d'État, aux conseils municipaux et aux citoyens.

### Décrets
Les décrets ayant force de loi sont les actes juridiques adoptés par le Congrès d'État par délégation du Grand Conseil général, qui doit cependant les ratifier.

### Coutume et ius commune
L'article 3 bis, paragraphe 6 dispose que la coutume et le ius commune sont des sources de droit en l'absence de dispositions législatives contraires.

## Sources

## Compléments